# Привечерен пейзаж
„Привечерен пейзаж“ е (на словашки: Podvečerná krajina) е картина от унгарския художник Александър Бродски от около 1850 г.
Картината е нарисувана с маслени бои върху платно и е с размери 23 x 33,3 cm. Унгарският пейзажист Александър Бродски заедно с друг пейзажист от втората половина на XIX век Антал Лигети, умее да изобрази унгарските пейзажи като им придава романтичен резонанс. Той е родоначалник на пейзажната живопис и фотографията в Унгария. Учи в Академията за изящни изкуства във Виена, а от 1845 г. живее в Мюнхен. В пейзажите му се наблюдава влиянието на Алберт Цимерман и Фридрих Волц. По-известните му пейзажи са създадени в Словакия. Успешната му творческа дейност се основава на доброто познаване на провинцията и селските райони. С важно значение е ефекта на светлината. „Привечерен пейзаж“ изобразява съчетание на светлината с природата, заедно с малка група животни. В творчеството му се наблюдава привързаност в изобразяването най-вече на дърветата.
Картината е част от колекцията на Националната галерия в Братислава, Словакия.